# Liste de corps d'état
 (août 2024).
Si vous disposez d'ouvrages ou d'articles de référence ou si vous connaissez des sites web de qualité traitant du thème abordé ici, merci de compléter l'article en donnant les références utiles à sa vérifiabilité et en les liant à la section « Notes et références ».
Pour les articles homonymes, voir Corps d'état.
Cet article constitue une liste rassemblant selon les répartitions communément usitées les corps de métier dans le domaine du génie civil, communément désignés sous l'appellation collective de corps d'état. Il s'agit d'appellations couramment rencontrées dans les allotissements des marchés de travaux.

## Taxinomie
Les corps d'état sont regroupés selon les domaines suivants, communément en usage pour classer les métiers du bâtiment :
- corps d'état du clos et couvert (abrégé en CEC, raccourci en clos-couvert, clos/couvert ou clos et couvert)
- corps d'état secondaires (abrégé en CES) ou corps d'état architecturaux (CEA)
- corps d'état techniques (abrégé en CET)

Afin d'étendre la portée de cette liste aux opérations ne se cantonnant pas aux seules opérations de construction neuve de bâtiment, on listera également :
- les corps d'état de la démolition
- les corps d'état de l'aménagement extérieur
- les prestations d'accompagnement

L'ensemble des corps d'état se trouve regroupé sous l'appellation globalisante de « tout corps d'état » ou « tous corps d'état » (abrégé en TCE).

## Limitations
Il est important de noter que dans le cadre d'un appel d'offres de travaux, les lots consultés peuvent rassembler différents corps d'état, qui restent généralement de nature voisine. Lorsque la consultation vise à passer un marché englobant toutes les spécialités, on parle alors de marché d'entreprise générale, marché d'EG ou marché TCE. Un allotissement regroupant plusieurs lots homogènes à un domaine sera désigné par l'appellation « macrolot » ou « macro-lot », un macro-lot « clos-couvert » par exemple.
Autre point important, il n'est pas rare de voir certaines prestations passer d'un domaine à un autre, surtout lorsque l'on se trouve à l'interface entre deux domaines. Le cas particulier des fondations en est une illustration classique, indispensable à la réalisation du clos-couvert mais ne participant pas directement de ce domaine, et généralement intégré au lot de gros œuvre. Le lot serrurerie est également sujet à discussion, puisqu'il intègre généralement aussi bien des prestations de serrurerie intérieure (rampes d'escalier…) que de serrurerie extérieure (grilles d'entrée d'air…).
Enfin, dans de nombreux cas, plus que des métiers, des lots très précis et très techniques vont avoir tendance à se nommer d'après la technique employée.

## Liste de corps d'état techniques

### Clos et couvert
Clos et couvert représentent les corps d'état de gros œuvre, de couverture, d'étanchéité et de façades assurant le hors-d'eau et le hors-d'air du bâtiment. 
- Préparation de terrain
  - Terrassement
  - Confortement provisoire - paroi berlinoise, paroi parisienne
  - Mur de soutènement - paroi moulée
  - Renforcement de sol - par colonnes ballastées, par inclusions rigides, par clouage
  - Fondations spéciales
    - Fondations profondes
    - Fondations semi-profondes
    - Micropieux
    - Pieux

- Gros œuvre
  - Fondations superficielles
  - Maçonnerie
  - Sol industriel
  - Sous-œuvre

- Charpente
- Couverture
- Étanchéité

- Revêtement de façade
  - Bardage
  - Enduit, isolation thermique par l'extérieur

- Menuiserie extérieure[1]

- - Protections solaires (stores, BSO…).

### Corps d'état secondaires
Les corps d'état secondaires traitent des prestations mises en œuvre sur le clos-couvert. On parle également de corps d'état architecturaux — car ils contribuent à l'aspect fini de l'espace intérieur créé — voire de corps d'état de finition pour les revêtements.
- Menuiserie intérieure
  - Parois amovibles
  - Parois mobiles
- Plâtrerie
  - Cloisonnement, doublage, isolation thermique par l'intérieur
  - Faux-plafonds

- Revêtements de sol, murs et plafonds (corps d'état architecturaux)
  - Sols souples (sols PVC, linoleum, etc.)
  - Sols durs 
    - Carrelage, faïence

  - Parquet
  - Peinture

- Mobilier

### Corps d'état techniques
Les corps d'état techniques rassemblent tant les réseaux secs (réseaux électriques de tout niveau de tension) que les réseaux humides, qui regroupent tous les fluides y compris la circulation d'air (qui peut être porteuse d'humidité, d'où son apparentement aux réseaux humides).
- Réseaux secs
  - Électricité
  - Courant fort
  - Groupe électrogène
  - Courant faible
    - Réseaux VDI (téléphonie, interphonie, visiophonie, wifi, radiocommunication[2])
    - Contrôle d'accès et surveillance (sécurisation, vidéosurveillance, alarme)
    - GTC, GTB
    - Système de sécurité incendie (SSI)

- Réseaux humides
  - Chauffage, ventilation et climatisation (CVC)
  - Plomberie sanitaire
  - Désenfumage
  - Réseaux de lutte contre l'incendie (gicleurs (ou sprinkleurs), RIA)

- Automatismes (appareils élévateurs, portes de garage, etc.)

- Process spécifique (oxygène médical, process industriel…)

### Démolition
- Démolition / Déconstruction
- Désamiantage
- Déplombage
- Curage

### Aménagement extérieur
- Dépollution des sols
- Terrassement
- Aménagement paysager / espaces verts
- Voirie et réseaux divers (VRD)

### Prestations d'accompagnement
- Installation de chantier[3]
- Nettoyage de chantier
- Gardiennage de chantier
- Finitions